# Amor a la vuelta de la esquina
Amor a la vuelta de la esquina es una película mexicana de 1985. Esta película de drama protagonizada por Gabriela Roel, Alonso Echánove, Martha Papadimitriou, tuvo como actriz invitada a Pilar Pellicer.

## Producción
El rodaje inició el 13 de octubre de 1985 en los Estudios Churubusco y en locaciones del estado de Guerrero.
Se estrenó el 26 de febrero de 1987 en los cines: Olimpia, Tlatelolco, Madrid, Ermita, Mitla, Gabriel Figueroa.

## Sinopsis
María escapa de la cárcel, en la carretera un hombre (chofer y contrabandista de aparatos eléctricos) la ayuda y la lleva a vivir a una pensión. María se prostituye y roba a sus clientes. Vive con uno y le roba en la oficina donde trabaja, con el dinero que roba se va a la playa, y ahí roba a otro muchacho. Encuentra nuevamente al chofer con quien vive momentos apasionados hasta que la policía la atrapa de nuevo.

## Reparto
| Reparto               | Personajes |
| --------------------- | ---------- |
| Gabriela Roel         | María      |
| Alonso Echánove       | Julián     |
| Leonor Llausás        | Leonor     |
| Martha Papadimitrioiu | Marta      |
| Juan Carlos Colombo   | Luis       |
| Emilio Cortés         | Emilio     |
| Daniel González       | Arturo     |
| Alberto Rodríguez     | Jaime      |

## Premios y reconocimientos
- Diplomas otorgados por la Academia Mexicana de Artes  y Ciencias Cinematográficas, a Alberto Cortés
- III Concurso de cine experimental[4]

### Ariel 1987
- Mejor Ópera Prima[5]

#### Nominaciones
- Dirección
- Mejor Actriz - Gabriela Roel
- Coactuación masculina
- Actriz de cuadro
- Guion cinematográfico
- Edición Juan Manuel Vargas Valades